# 42006
42006 er en dokumentarfilm fra 1967 instrueret af Leif Erlsboe efter eget manuskript.

## Handling
Filmen er en koncentreret reportage af en fodboldkamp mod Sverige i København med dansk sejr. Kampen skildres alene gennem iagttagelser af publikum og dets reaktioner på kampens højdepunkter.